# Marek Suchý
Marek Suchý (29 de marzo de 1988) es un futbolista checo que juega como defensor en el S. K. Slavia Praga B de la Liga Nacional de Fútbol de la República Checa.
También juega por la selección de fútbol de República Checa. Formó parte del seleccionado checo que disputó la Eurocopa 2012, pero no jugó ningún partido.

## Carrera en clubes
Suchý fue ascendido al primer equipo del Slavia el año 2005. A pesar de ser vinculado con el Rangers de Glasgow, así como con equipos de Inglaterra, Francia y Alemania durante el verano de 2008, finalmente decidió quedarse en el club de Praga. El 24 de noviembre de 2009 fue cedido al Spartak de Moscú por un año, teniendo este equipo una opción de compra por € 3,5 millones.

## Selección nacional

### Selecciones menores
Con la selección sub-20 de República Checa participó en la Copa Mundial de Fútbol Sub-20 de 2007, a la cual clasificaron luego de caer en las semifinales del Campeonato Europeo de la UEFA Sub-19 2006 por 0-1 contra la Escocia sub-20. En el torneo, Suchý jugó 7 partidos -todos los que disputó su selección- y no convirtió goles, pero destacó lo suficiente en el torneo como para formar parte del equipo ideal del campeonato, donde su selección acabó como subcampeona al caer en la final por 2-1 frente a Argentina.

### Selección adulta
Su debut con la selección checa se produjo el 8 de octubre del 2010, en el partido clasificatorio para la Eurocopa 2012 frente a Escocia, al que vencieron por 1-0. Luego, jugó la siguiente fecha frente a Liechtenstein, al que ganaron de visita por 0-2. Tras disputar los ocho partidos correspondientes, República Checa acabó segunda y tuvo que jugar una repesca contra Montenegro, que acabó segundo en el grupo G. Finalmente lograron vencer a la selección balcánica en los dos partidos -sin la participación de Suchý- y consiguieron un cupo a la Eurocopa 2012. Tras varios meses, volvió a jugar un encuentro el 26 de mayo de 2012, en un partido amistoso contra Israel, el cual ganaron por 2-1. Tres días más tarde, el seleccionador del combinado checo Michal Bílek, decidió convocar a Suchý dentro de los veintitrés jugadores que disputarían el torneo jugado en Ucrania y Polonia. En el torneo el futbolista no jugó ningún partido, y su selección llegó hasta los cuartos de final, instancia donde Portugal, con solitario tanto de Cristiano Ronaldo, consiguió el paso a las semifinales.

## Clubes
| Club                 | País            | Año       |
| -------------------- | --------------- | --------- |
| S. K. Slavia Praga   | República Checa | 2005-2010 |
| F. C. Spartak Moscú  | Rusia           | 2010-2014 |
| F. C. Basilea        | Suiza           | 2014-2019 |
| F. C. Augsburgo      | Alemania        | 2019-2021 |
| F. K. Mladá Boleslav | República Checa | 2021-2025 |
| S. K. Slavia Praga B | República Checa | 2025-     |

## Palmarés

### Campeonatos nacionales
| Título             | Club               | País            | Año     |
| ------------------ | ------------------ | --------------- | ------- |
| Gambrinus liga     | S. K. Slavia Praga | República Checa | 2007-08 |
| Gambrinus liga     | S. K. Slavia Praga | República Checa | 2008-09 |
| Superliga de Suiza | F. C. Basilea      | Suiza           | 2013-14 |
| Superliga de Suiza | F. C. Basilea      | Suiza           | 2014-15 |
| Superliga de Suiza | F. C. Basilea      | Suiza           | 2015-16 |
| Superliga de Suiza | F. C. Basilea      | Suiza           | 2016-17 |
| Copa de Suiza      | F. C. Basilea      | Suiza           | 2016-17 |
| Copa de Suiza      | F. C. Basilea      | Suiza           | 2018-19 |

### Distinciones individuales
| Distinción                                                         | Año  |
| ------------------------------------------------------------------ | ---- |
| Balón de Oro de la República Checa a la Revelación del año         | 2006 |
| Parte del equipo ideal de la Copa Mundial de Fútbol Sub-20 de 2007 | 2007 |